# Distichophyllum cirratum
Distichophyllum cirratum là một loài Rêu trong họ Hookeriaceae. Loài này được Renauld & Cardot mô tả khoa học đầu tiên năm 1896.